# 寿安駅
寿安駅（スアンえき）は、大韓民国釜山広域市東萊区にある釜山交通公社4号線の駅である。駅番号は403。
副駅名は東萊邑城壬辰倭乱歴史館。

## 駅構造
相対式ホーム2面2線の地下駅。フルスクリーンタイプのホームドアが設置されている。出入口は8箇所に設けられている。

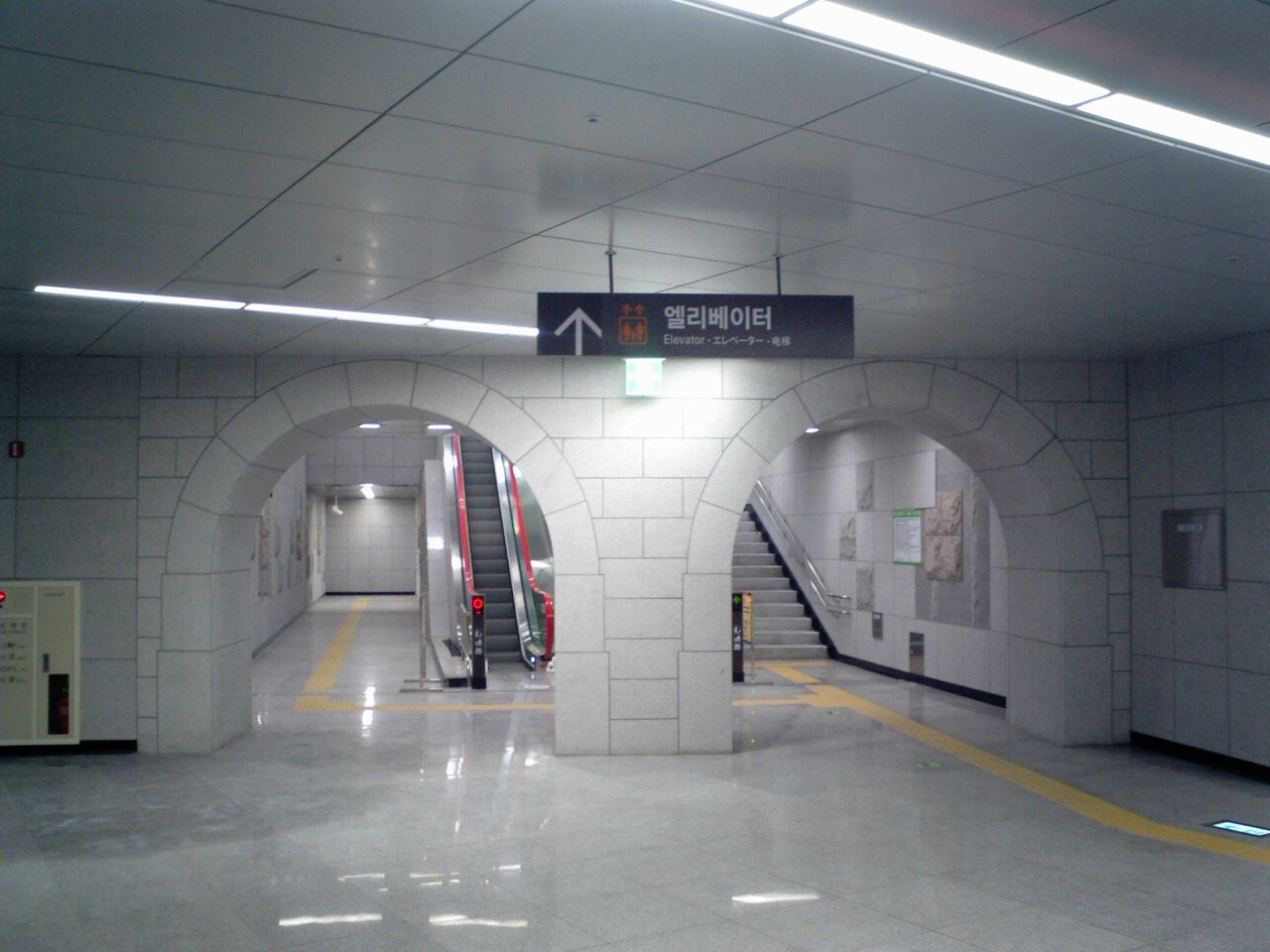
4番出入口（2014年2月）
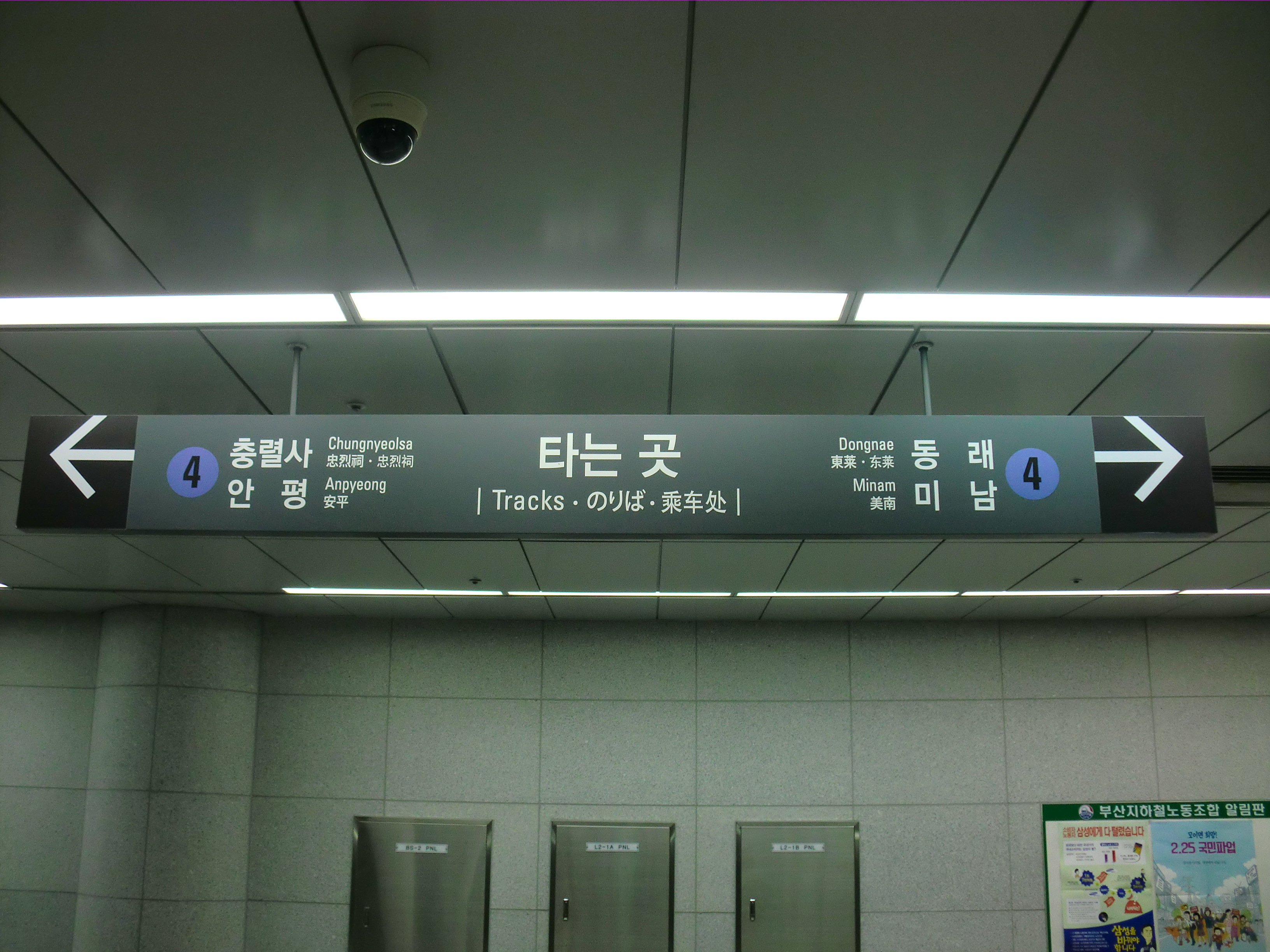
ホーム案内
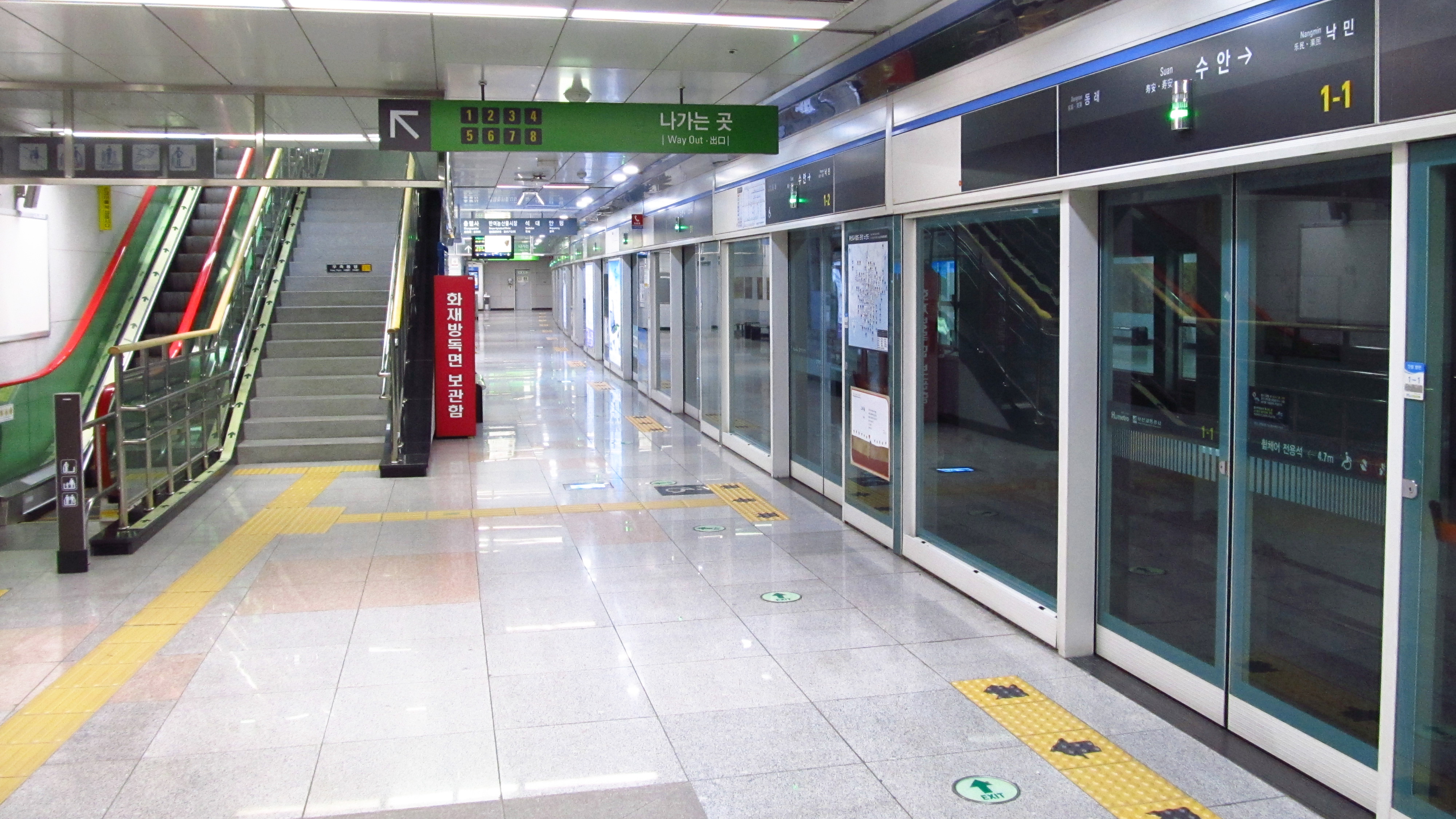
下りホーム（2018年4月）
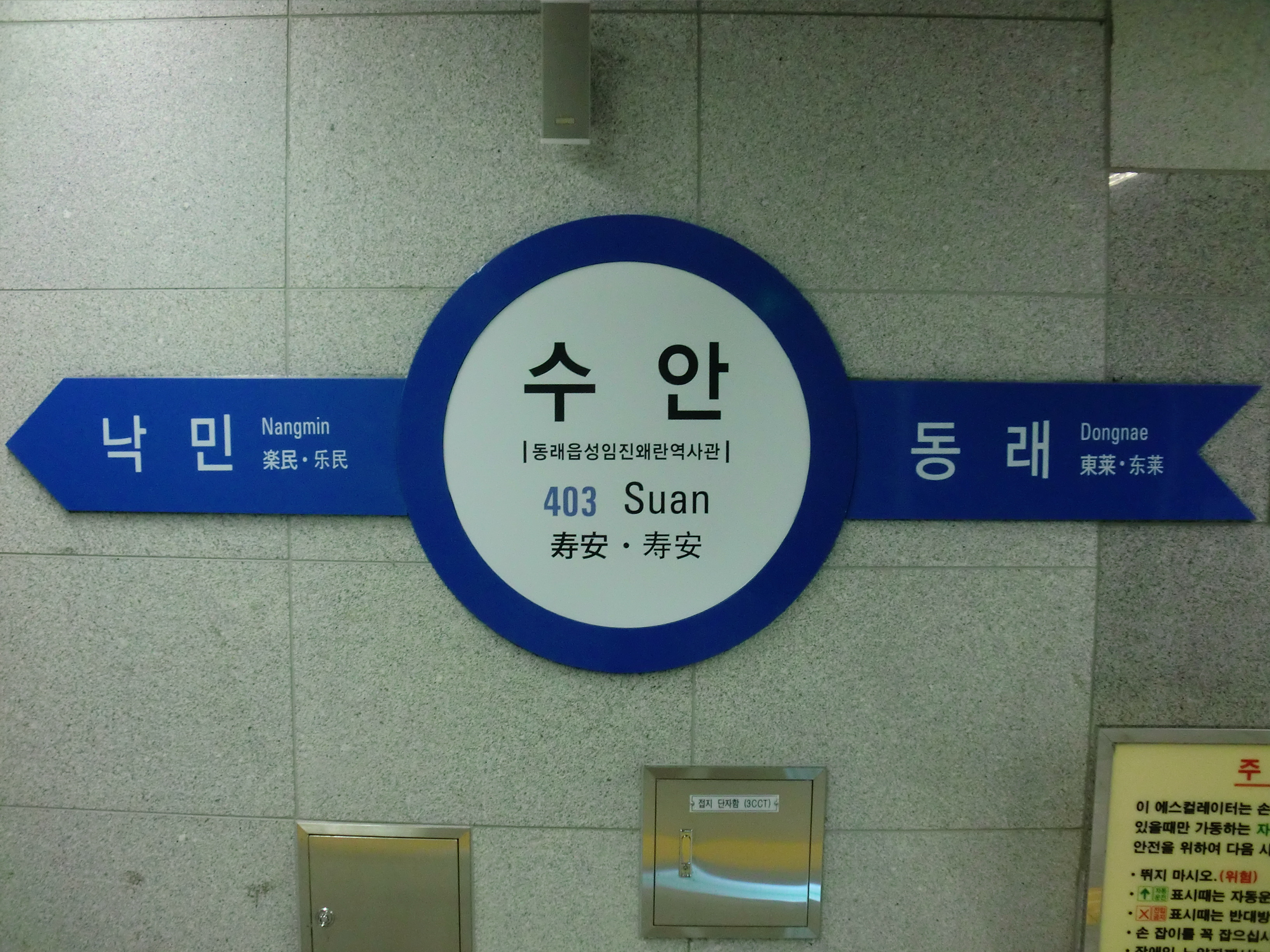
駅名標

### のりば
| 上り | 4号線 | 美南方面 |
| 下り | 4号線 | 安平方面 |

## 歴史
- 2011年3月30日 - 4号線の開通と同時に開業[1]。

## 駅周辺
- 東萊区庁
- 釜山東萊警察署
- 東萊消防署寿安119安全センター
- 明倫初等学校
- 新韓銀行東萊支店
- ハナ銀行東萊支店

### 東萊邑城壬辰倭乱歴史館
駅構内に併設された博物館。壬辰倭乱こと文禄の役に関する展示等がなされている。
2005年4月頃に建設工事中において、地下から東萊邑城の石積みが発見されたことを由来する。

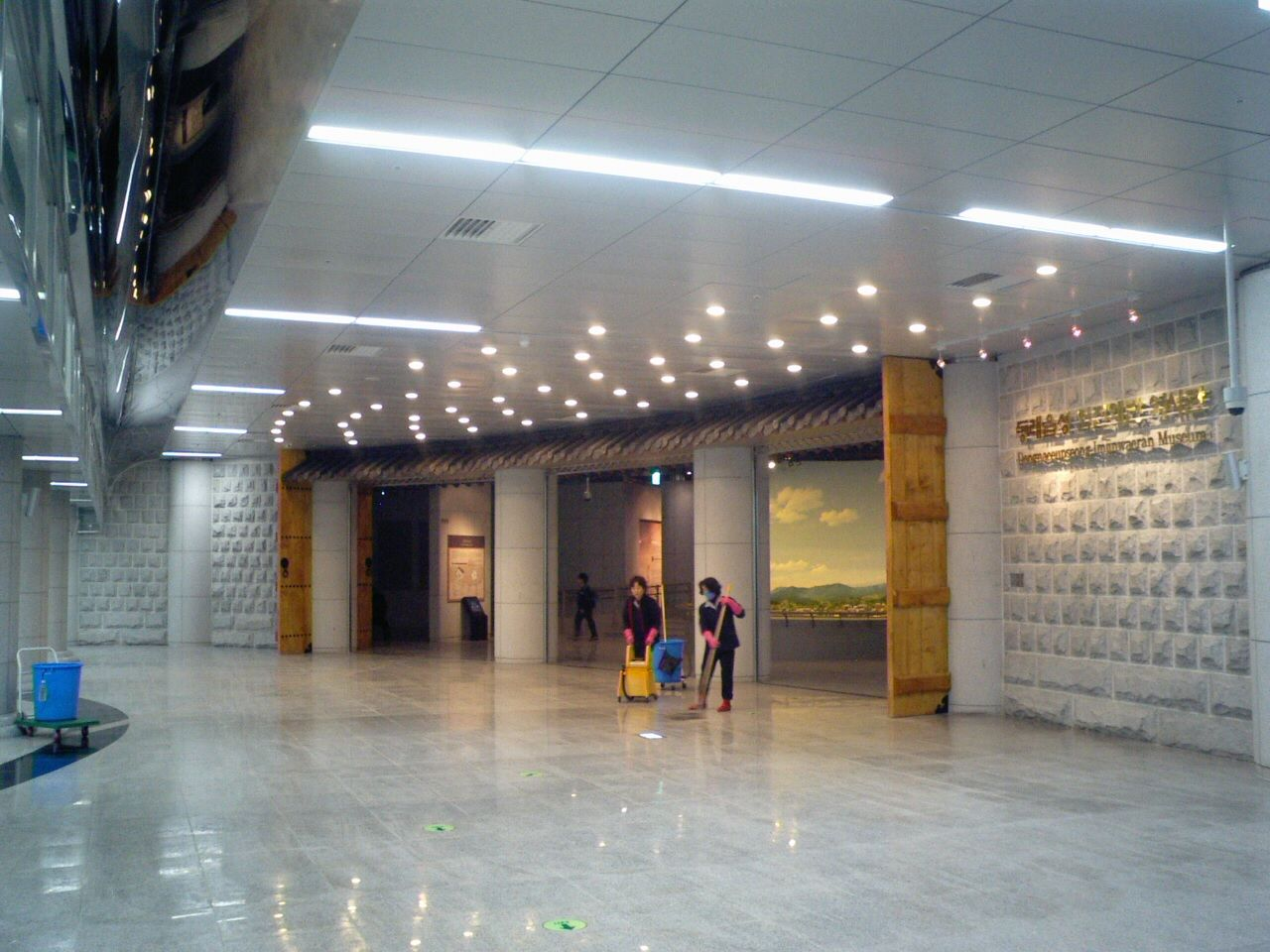
東萊邑城壬辰倭乱歴史館（2011年3月）

## 隣の駅
釜山交通公社
 4号線 
東萊駅 (402) - 寿安駅 (403) - 楽民駅 (404)